# 大中臣智治麻呂
大中臣 智治麻呂（おおなかとみ の ちじまろ）は、平安時代初期の貴族。参議・大中臣諸魚の子。官位は従五位上・備中守。

## 経歴
平城朝にて神祇大副を務める一方、大同3年（808年）には従五位上に叙せられて、右少弁を兼ねている。
大同5年（810年）に発生した薬子の変の直後に武蔵介として地方官に転じるが、弘仁2年（811年）治部大輔として京官に復す。弘仁4年（813年）正月に再び地方官として備中守に任ぜられ、同年11月には移配させた夷俘に対する教化や、夷俘からの要請に対応するための専当官を兼ねている。

## 官歴
『日本後紀』による。
- 時期不詳：従五位下。神祇大副
- 大同3年（808年） 4月3日：兼右少弁。11月17日：従五位上。11月27日：丹波守
- 大同4年（809年） 2月13日：神祇大副
- 大同5年（810年） 9月15日：武蔵介
- 弘仁2年（811年） 5月14日：治部大輔
- 弘仁4年（813年） 正月10日：備中守

## 系譜
注記のないものは「中臣氏系図」（『群書類従』巻第62所収）による。
- 父：大中臣諸魚
- 母：大和姫子 - 典侍
- 生母不明の子女
  - 男子：大中臣良舟
  - 男子：大中臣良檝
  - 男子：大中臣正棟（壱演）（803-867）
  - 男子：大中臣貞棟
  - 男子：大中臣道棟
  - 男子：卜部平麻呂[2] - 後世の仮冒とされる[3]